# Poudingue

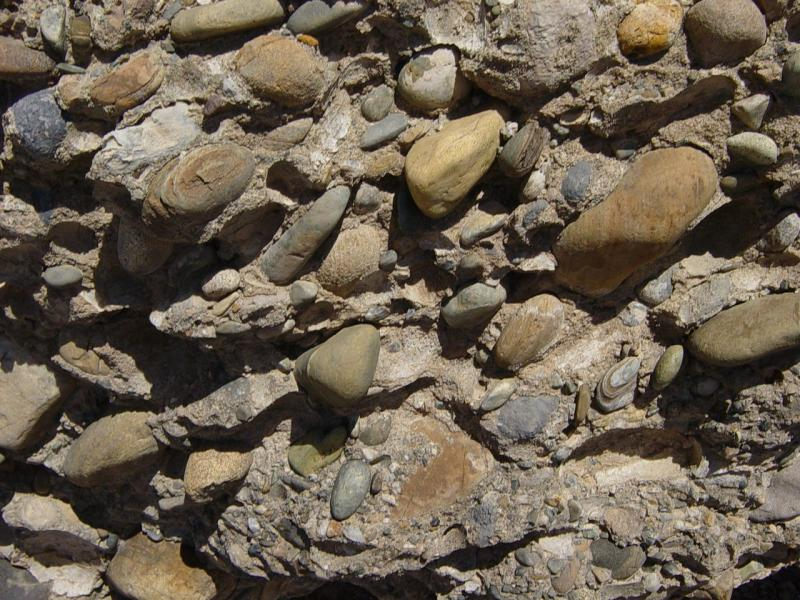
Poudingue.

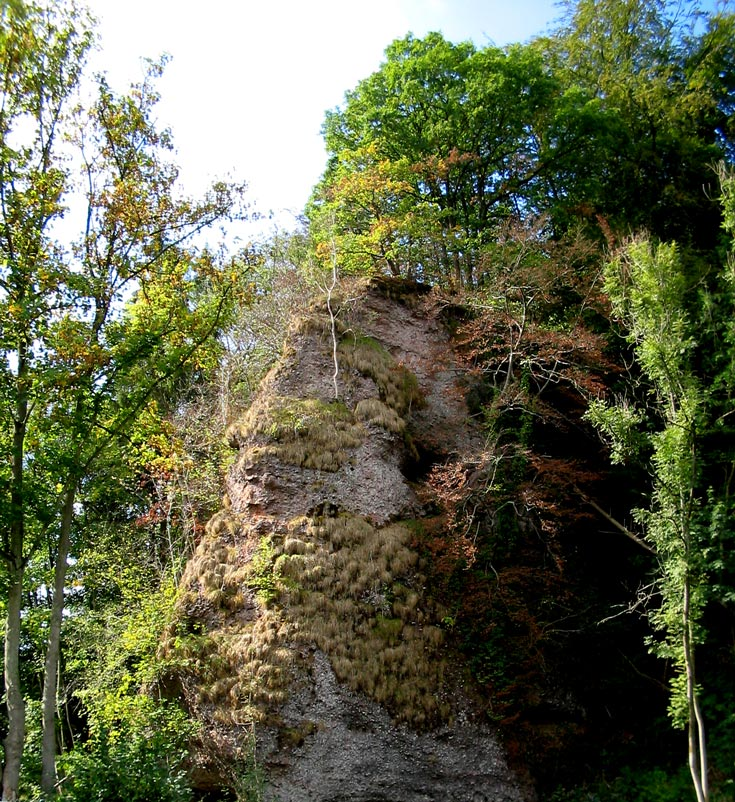
Rocher de poudingue (Malmedy, Belgique).

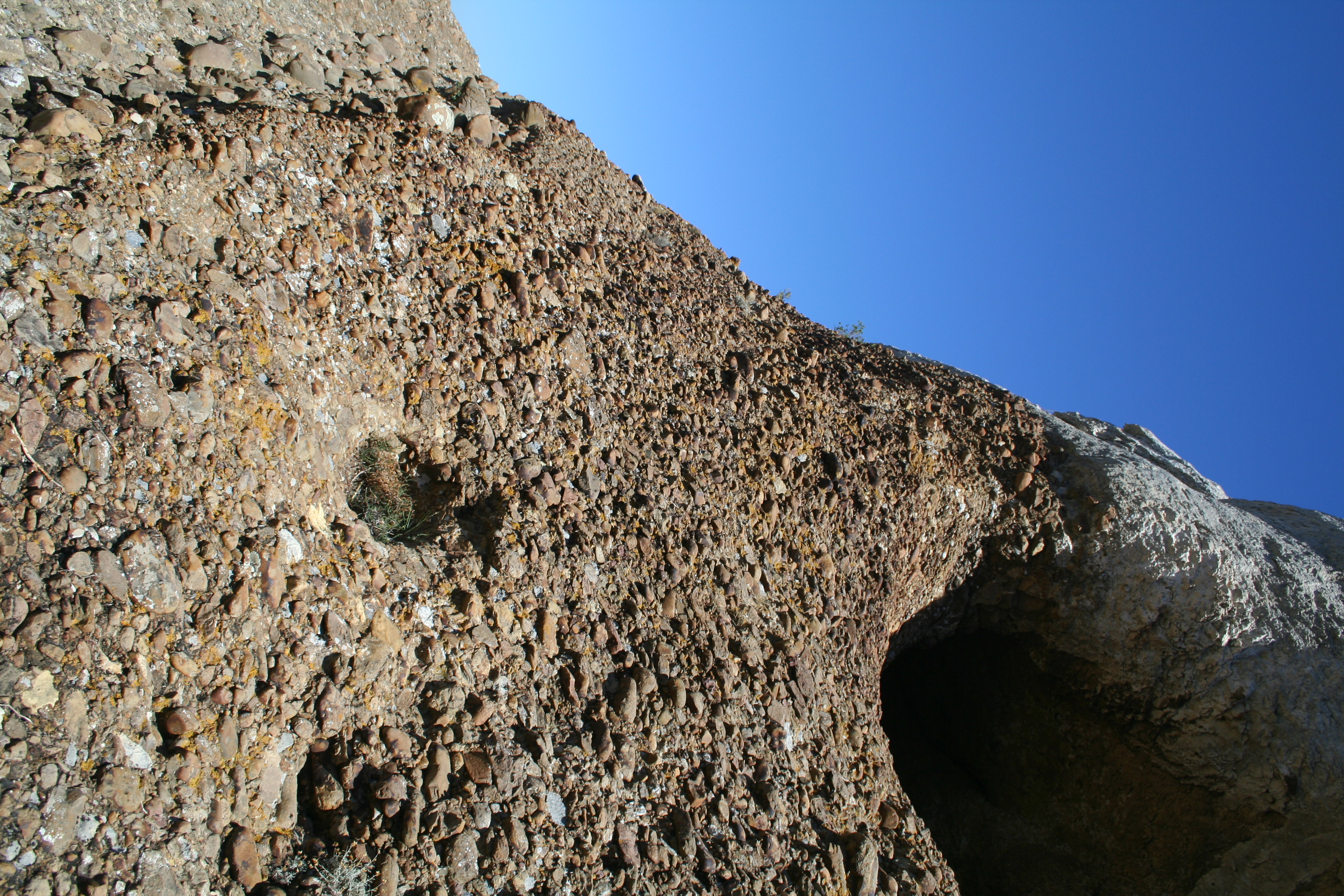
Poudingue à La Ciotat (France).

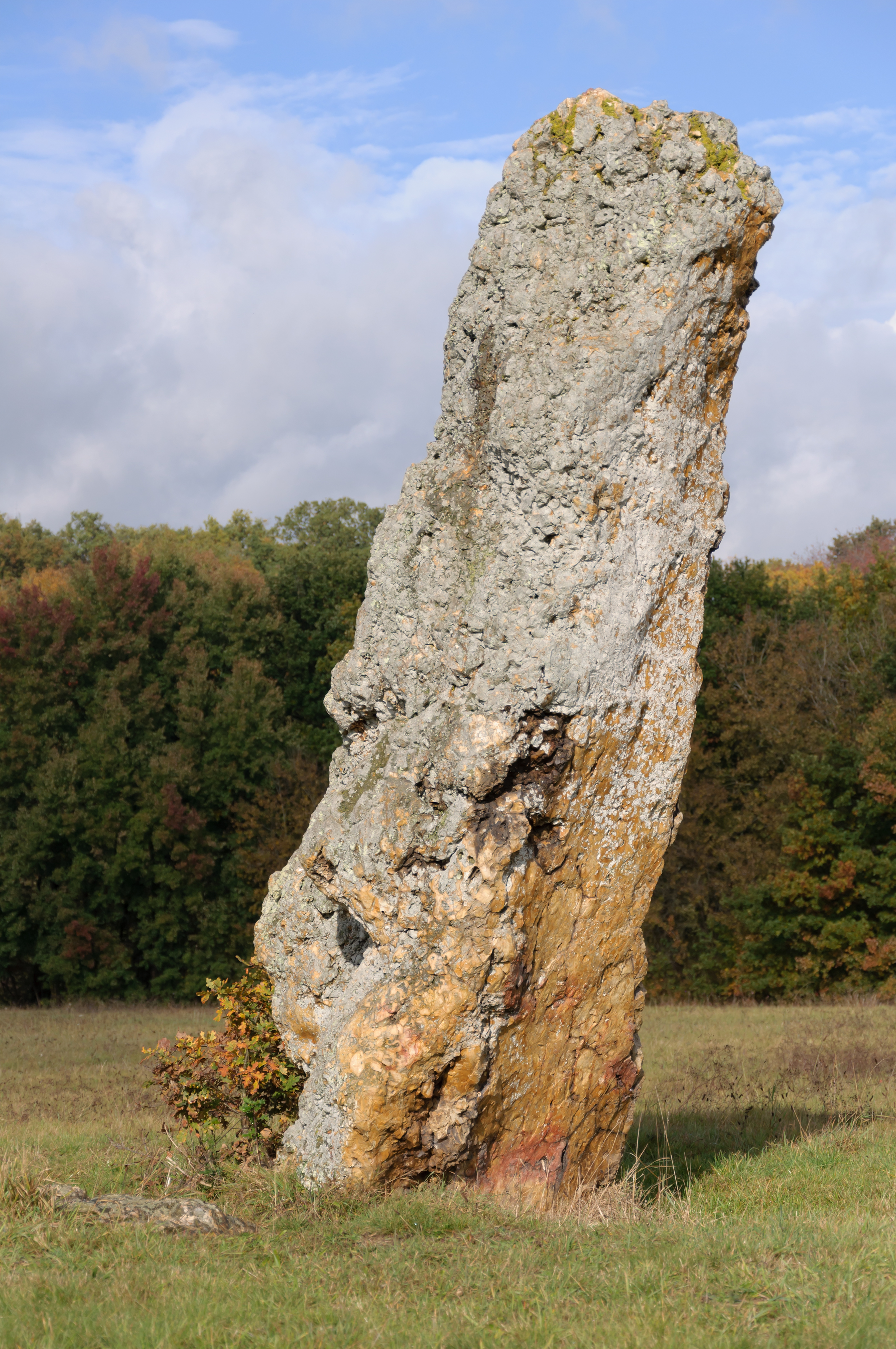
Le menhir de Vaujours, ou menhir de la Pierre, mégalithe de poudingue à Château-la-Vallière, en Indre-et-Loire.

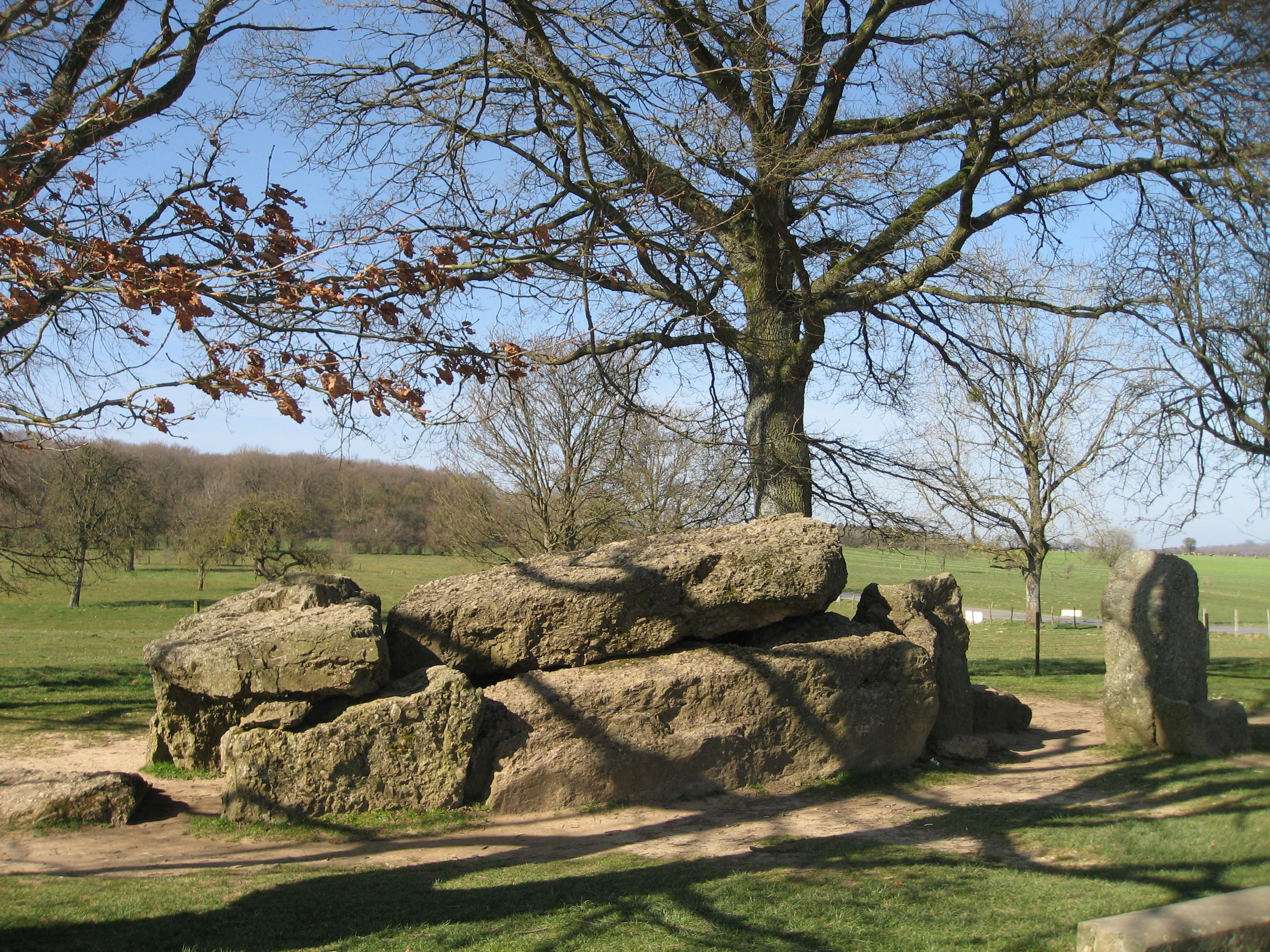
Les monuments mégalithiques de Wéris (Belgique) sont constitués de blocs de poudingue local.

Un poudingue est une roche sédimentaire détritique consolidée, constituée de débris arrondis, qui sont d'anciens galets ayant subi un transport sur une certaine distance dans des rivières ou sur un littoral. C'est une roche qui fait partie des conglomérats, comme la brèche. Cette dernière, contrairement au poudingue, contient des morceaux anguleux, qui ont subi peu de transport.
Plus la taille des galets est importante et plus la vitesse du courant d'eau qui les a déposés était élevée.

## Étymologie
Le mot français poudingue procède de l'anglais pudding (peut-être lui-même issu du français boudin) qui désigne généralement un gâteau fait d'une pâte compacte dans laquelle se distinguent les raisins secs et les fruits confits.
Le terme a été francisé au XVIIIe siècle. Il est en effet très suggestif, dans la mesure où il désigne une roche sédimentaire compacte où sont mélangés des éléments grossiers aux formes ovoïdes (des galets) pris dans un ciment naturel, le plus souvent du grès.
Le terme anglais pour désigner les conglomérats géologiques comportant des galets est puddingstone.

## Classification
Pour être caractérisée comme poudingue, la roche doit contenir au moins dix pour cent de galets.
Les poudingues peuvent être classés selon divers paramètres :

### Taille des galets

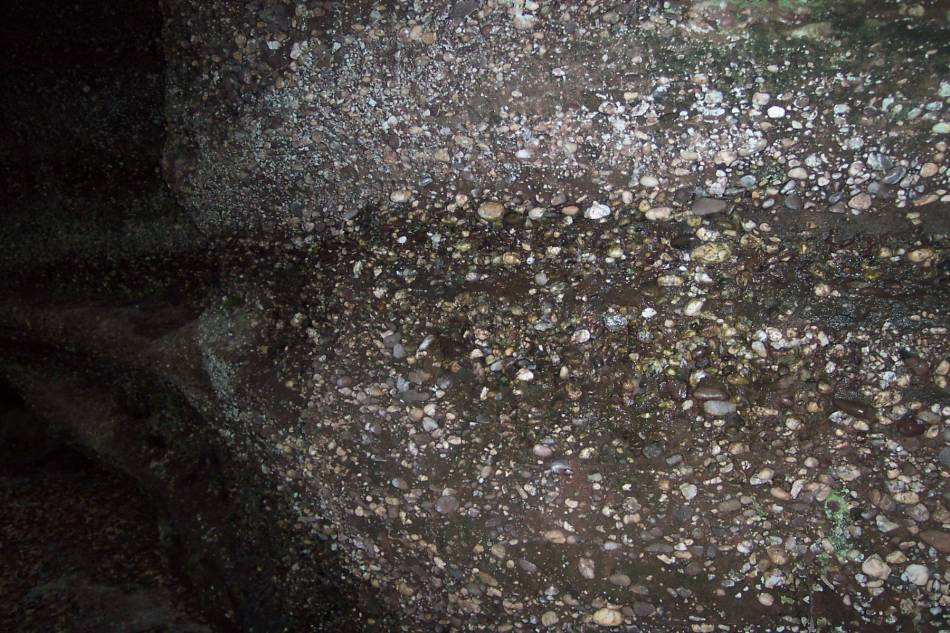
Type de poudingue avec galets de la grosseur d'un œuf de poule, région de Dabo en Lorraine.

- Micropoudingues : les galets ont un diamètre compris entre 2 et 4 mm. Lorsque la taille des éléments grossiers est inférieure à 2 mm, on a affaire à un grès.
- Poudingues avellanaires : les galets ont la taille d’une noisette (ce type de poudingue ressemble parfois à du nougat).
- Poudingues pugilaires : les galets ont la taille d'un poing.
- Poudingues céphalaires : les galets ont la taille d'une tête d'homme.

### Nature des galets
- Poudingues monogéniques : les galets et le ciment proviennent de la même formation et les galets sont tous de même nature.
- Poudingues polygéniques : différents types de roches sont à l'origine des galets. L'arrondi des galets indique une érosion marine ou un transport fluviatile long et agité. Ces galets ovoïdes, longtemps roulés et usés, sont faits de roche très dure, telle que le quartz filonien ou le silex. Les galets calcaires ou schisteux sont simplement émoussés (un roulement prolongé les aurait désagrégés). L'examen des éléments grossiers peut donner des indications intéressantes sur leur origine géographique et géologique, sur leur mode de transport et de dépôt et globalement sur les processus d'érosion et de démantèlement des reliefs.

### Nature du «liant»
- On parle d’un ciment lorsque les volumes entre les galets ont été remplis après leur dépôt (tous les galets se touchent).
- On parle d’une matrice lorsque le « liant » se dépose en même temps que les galets.

Le ciment est le plus souvent gréseux. Il est ensuite possible de décrire plus précisément les galets dans leur forme, leur disposition et leur nature. De même, la matrice ou le ciment peuvent être décrits en utilisant les paramètres habituellement utilisés dans la classification des roches sédimentaires.

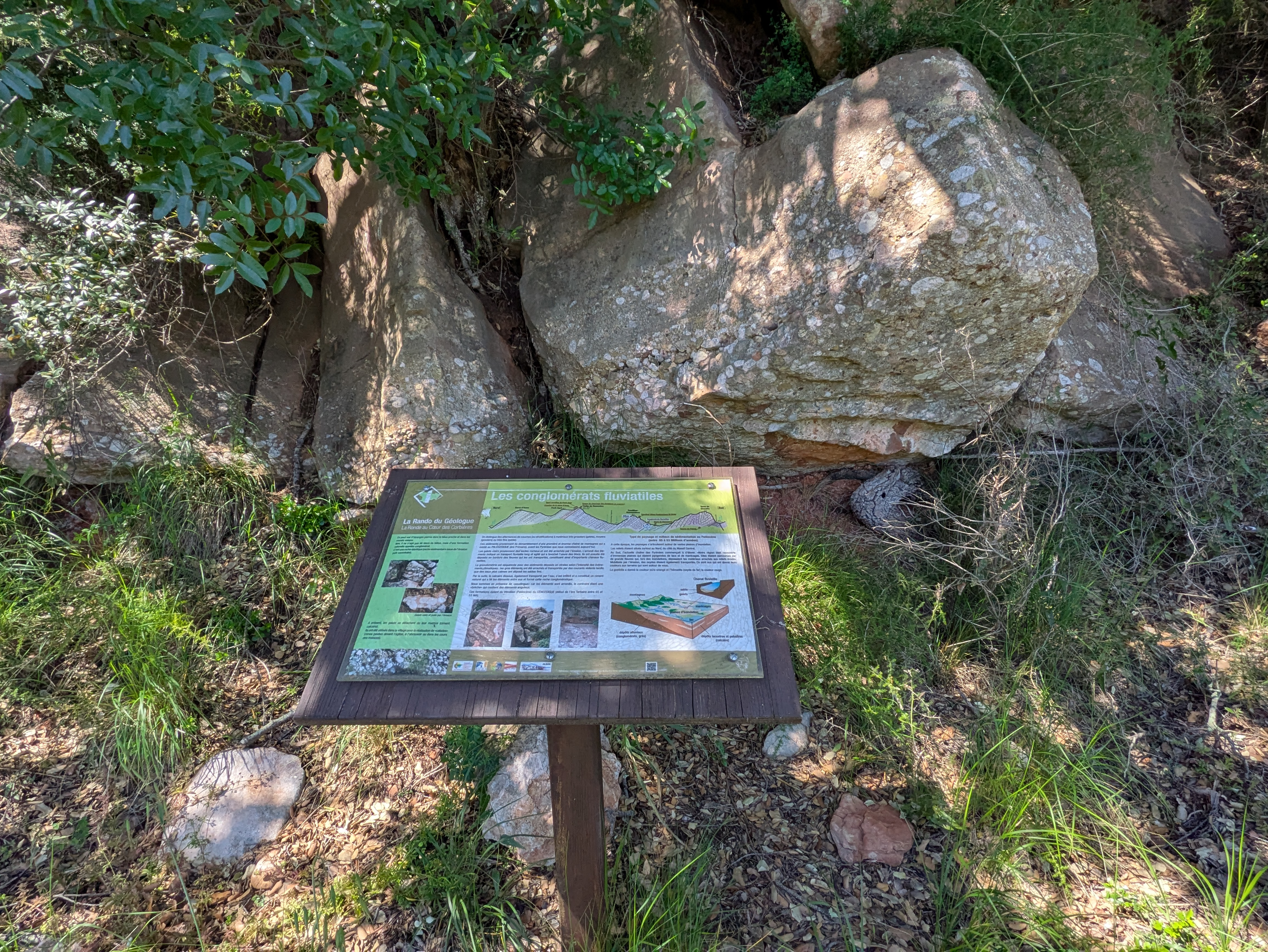
Affleurement de poudingue paléocène, commune d'Albas, Corbières (Aude).

### Origine et localisation
- Les poudingues torrentiels ou fluvio-lacustres : ce sont des agglomérats peu homogènes qui relèvent de la catégorie polygénétique définie plus haut, dans la mesure où le transport n'a pas été suffisamment long pour opérer une sélection dans la taille et la nature des galets charriés ; exemple : la formation des Météores en Thessalie (Grèce).

- Les poudingues de piémont : on les trouve dans les vastes cônes de déjection près des chaînes de montagne. Les galets ont été véhiculés par les cours d'eau et déposés au pied des reliefs. Parmi les plus développés, il faut citer, dans les Alpes, les poudingues miocènes et pliocènes de Riez-Valensole en Haute-Provence, ou, dans les Pyrénées, les poudingues oligocènes de Palassou au nord, ceux de Montserrat en Catalogne.

- Les poudingues de base : ils se sont formés à la suite de l'action érosive de la mer. Les galets triturés par les vagues sont bien sélectionnés : silex, quartzites. Ils peuvent témoigner de l'étalement de galets sur une plage ou de leur dépôt dans une partie basse à la suite d'un apport fluviatile. On en trouve dans l'Oise à Coye-la-Forêt.

- Les poudingues intraformationnels : ils s'intercalent n'importe où dans les couches sédimentaires. Les galets sont tendres et mal sélectionnés. L'exemple type est le « poudingue d'Angleterre » : il est formé de cailloux de nature siliceuse réunis par un ciment de grès. Il en existe des échantillons variés en forêt de Fontainebleau.

- Poudingue/conglomérat de Venaco (Haute-Corse) : roche datant de l'éocène inférieur. Cette formation est constituée en alternance de bancs de conglomérats et de bancs de grès arkosiques ou de grès quartzites. Dans les conglomérats, différents blocs rocheux de tailles très variables (pouvant aller de quelques centimètres à plusieurs dizaines de centimètres) appartenant principalement au socle sont observables : granites, rhyolites, roches métamorphiques (gneiss, micaschistes) et galets de quartz noir dont l’origine est encore inconnue. Dans le massif du Monte Cardo (2 453 m), dont elle constitue le sommet, la formation atteint 400 à 500 m. Au sommet de la pointe du Zurmulu dominant la ville de Corte, la base de l’éocène présente des niveaux à ciment calcaire ayant fourni une microfaune du Paléocène supérieur/Ilerdien : Operculina exiliformis, Nummulites globulus…

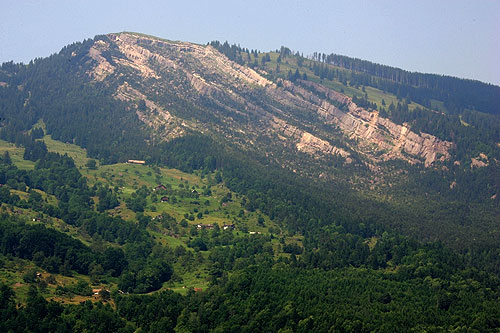
Le Rossberg et le site de l'éboulement.

## Éboulement du Rossberg en 1806
En 1806, une masse de 40 millions de mètres cubes de poudingue se détacha du sommet du Rossberg, une montagne de Suisse centrale. Plus de 450 personnes perdirent la vie dans la catastrophe. Des intempéries soutenues avaient rendu le site extrêmement instable, la roche ayant été fragilisée par l'eau.